# Economía de Serbia
La economía de Serbia se basa principalmente en el sector servicios, que representa aproximadamente el 63% del PIB. A finales de 1980, al comienzo del proceso de transición económica de la economía planificada al libre mercado, la economía de Serbia tenía una situación favorable, pero fue gravemente afectada por las sanciones económicas de las Naciones Unidas de 1992-1995, así como por los graves daños en infraestructuras e industria durante los bombardeos de la OTAN de 1999. Los daños totales de los bombardeos se estiman en más de 30.000 millones de dólares en un estudio económico detallado.
Después del desalojo de Slobodan Milošević como presidente de la República Federal de Yugoslavia en octubre de 2000, el país pasó a la liberalización económica, y experimentó un importante crecimiento económico (el PIB per cápita pasó de 1.160 $ en 2000 a 6.782 $ en 2008). Además, comenzó su preparación para la adhesión en la Unión Europea, su socio comercial más importante. El PIB estimado (PPP) de Serbia en 2008 es de 78.000 millones de $, equivalentes a 10.679 $ per cápita. En la actualidad sus mayores problemas son la elevada tasa de desempleo (14%) y el gran déficit comercial (11 millones de $). Siendo el único país europeo con acuerdos de libre comercio con la UE y Rusia, Serbia espera un importante impulso económico y altas tasas de crecimiento en los próximos años.
Además, a finales de 2009, presentó formalmente su solicitud de ingreso en la Unión Europea.

## Moneda
La moneda oficial de serbia es el Dinar serbio (código ISO: RSD), que se divide en 100 para, y que fue adoptado en 2003 para sustituir al Dinar yugoslavo. Su cotización, a finales de 2009 es aproximadamente de 1€ = 90 RSD.
El Banco Central del país es el Banco Nacional de Serbia, cuyas funciones son la determinación y aplicación de la política monetaria, el manejo de las reservas de divisas, la emisión de billetes y monedas, y el mantenimiento de los sistemas financieros.
Desde 2002, en Kosovo se utiliza el Euro como moneda oficial, declarada por UNMIK.

## Datos económicos

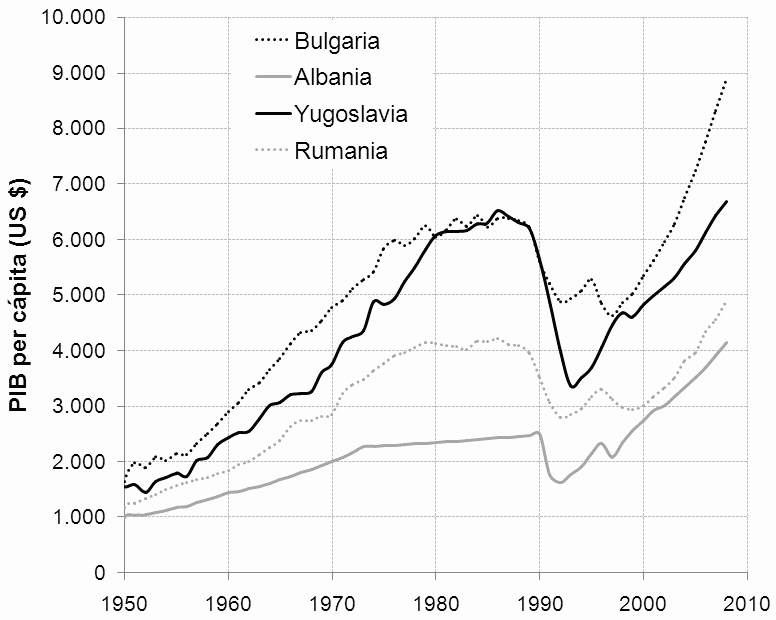
Comparación del PIB per cápita nominal de Albania, Bulgaria, Rumanía y Yugoslavia (Serbia), durante el, basado en Población, PIB y PIB Per Cápita, 1-2010 AD.

Con una PPA para 2008 estimada en 79.662 millones de dólares, y una renta per cápita de 10.792 $, la economía serbia es considerada por el Banco Mundial de un nivel medio-alto. La IED (Inversión extranjera directa) en 2006 fue de 5.850 millones de dólares. La IED en 2007 descendió a 4.200 millones, mientras que el PIB real per cápita estaba estimado que alcanzara los 6.781 $ en 2009. La tasa de crecimiento del PIB mostró un aumento del 6,3% en 2005, y un 5,8% en 2006, alcanzando el 7,5% en 2007 y el 8,7% en 2008, mostrándose la economía de más rápido crecimiento en la región. Según datos de Eurostat, el PIB serbio per cápita se situó en el 37% de la media de la Unión Europea en 2008.
Al comienzo de la transición económica, en 1989, el gobierno yugoslavo atisbó unas perspectivas económicas favorables. Pero las sanciones económicas de 1992 a 1995, así como los daños sufridos por la industria durante la   guerra de Kosovo devastaron la economía serbia. Los daños causados por los bombardeos se estimaron en más de 30.000 millones de dólares, y la producción industrial cayó un 70%. Las pérdidas del mercado de la antigua Yugoslavia y del COMECON también tuvieron un impacto fatal sobre las exportaciones. 
En aquellos años, debido a la desintegración de Yugoslavia producida por las guerras yugoslavas y en la que Serbia de Milosevic fue un factor clave se dio uno de los mayores fenómenos de hiperinflación de la historia:

[...]La situación se tornó muy crítica en el segundo semestre de 1993, cuando la inflación entró en una etapa de crecimiento exponencial hasta marcar el índice del 310.000.000% a finales de diciembre, situándose la tasa para el conjunto del año en el 178.000%. Ese año llegaron a imprimirse billetes de 500 billones de dinares. Comenzada la cuarta semana de 1994, la inflación, fuera de control, alcanzó el fantástico valor del 5.000.000.000.000.000%. En otras palabras, los precios de los productos se duplicaban todos los días. La crisis del dinar yugoslavo superó al célebre colapso del marco alemán en los años de la República de Weimar, en 1922-1923. 
La pesadilla inflacionaria terminó a partir del 24 de enero 1994 con la puesta en circulación del nuevo dinar yugoslavo, convertible y ajustado paritariamente con el marco alemán, dentro del plan de estabilización elaborado por el director del Banco Nacional de Yugoslavia, Dragoslav Avramovic. Un nuevo dinar equivalía aproximadamente a 13 millones de unidades del antiguo dinar, que había sido revaluado cuatro veces desde enero de 1990, la última hacía tan sólo unos días, el 1 de enero de 1994. Sumando las sucesivas revalorizaciones del nominal monetario, meros artificios para intentar anular la hiperinflación, resultaba que un nuevo dinar de 1994 equivalía a 1.300 cuatrillones (un 1,3 seguido de 26 ceros) de dinares anteriores a 1990.

Tras el derrocamiento del expresidente federal yugoslavo Slobodan Milošević en octubre de 2000, el país experimentó un mayor crecimiento económico, y preparó su ingreso en la Unión Europea, su socio comercial más importante. 
La recuperación de la economía todavía se enfrenta a muchos problemas, entre los cuales se sitúan como los más importantes un desempleo del 16-18%, el alto déficit de la balanza comercial (exportaciones: 8.800 millones de dólares; importaciones: 18.300), y una considerable deuda externa de 26.240 millones de $ (la deuda pública alcanzó en 2007 el 37% del PIB). Las previsiones del gobierno esperan algunos impulsos económicos importantes y mayores tasas de crecimiento en los próximos años, siguiendo en la línea ascendente de los tres últimos, que promediaron un 6,6%.

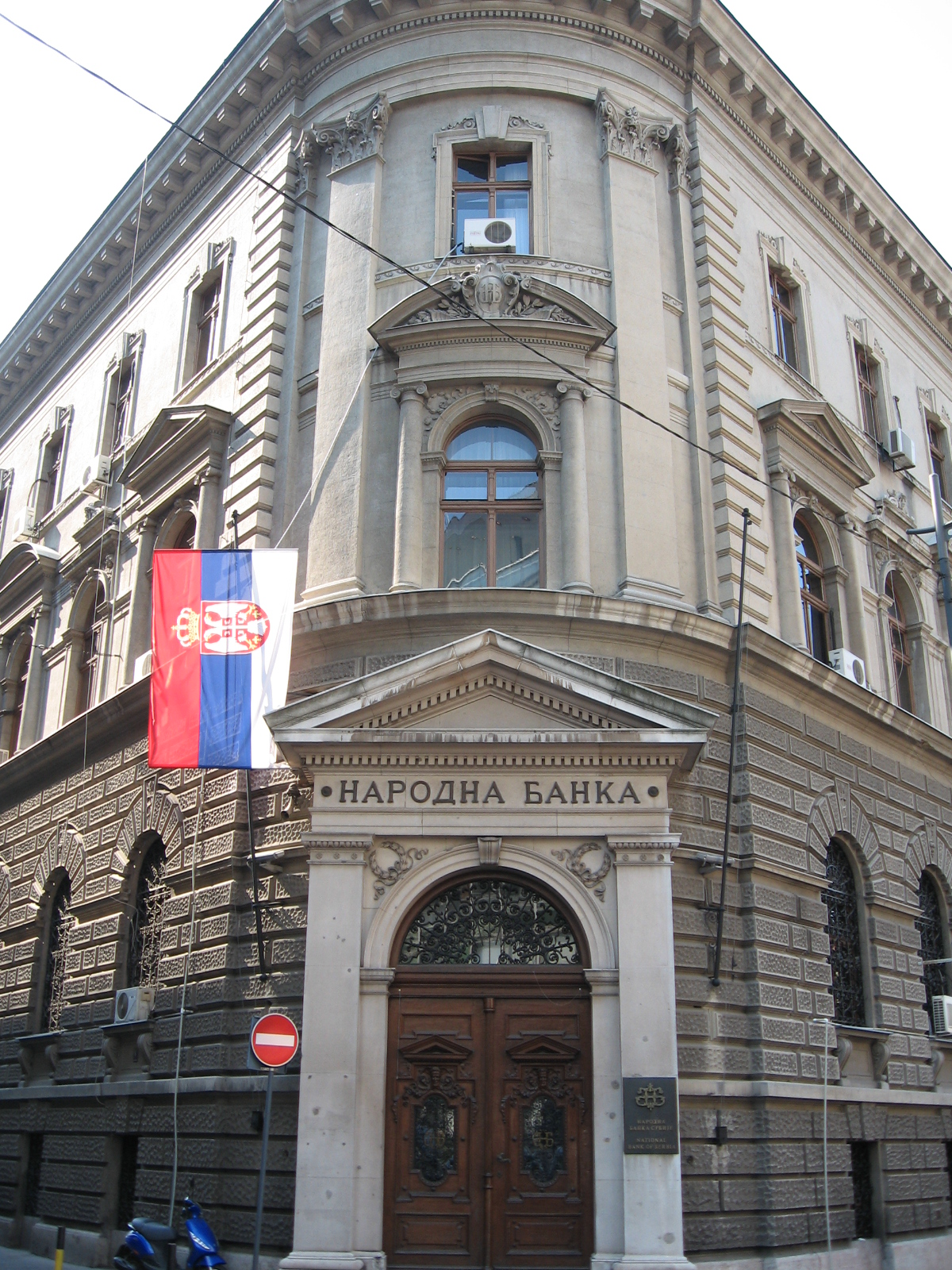
Antiguo edificio del Banco Nacional de Serbia.

Además de su acuerdo de libre comercio con la UE como miembro asociado, Serbia es el único país europeo fuera de la antigua Unión Soviética, que tiene acuerdos de libre comercio con la Federación de Rusia y, más recientemente, también con Bielorrusia. Además de estos favorables acuerdos económicos, el gobierno tiene previsto suscribir importantes acuerdos con Turquía e Irán. De esta manera Serbia espera crear una economía orientada a la exportación. 
Las principales empresas con inversiones en Serbia son: U.S. Steel, Philip Morris, Microsoft, Grupo Fiat, Coca-Cola, Lafarge, Siemens, Carlsberg y otras menores. En el campo de la energía, las mayores inversiones corren a cargo de las multinacionales rusas Lukoil y Gazprom. El sector bancario ha atraído inversiones de Banca Intesa (Italia), Crédit Agricole y Société Générale (Francia), HVB Bank (Alemania), Erste Bank (Austria), Eurobank EFG y Piraeus Bank (Grecia), y otros. En el sector comercial, los mayores inversores extranjeros son Intermarché de Francia, la alemana Metro Cash & Carry, la griega Veropoulos, y Mercator, de Eslovenia.
Las inversiones extranjeras en el país está previsto que sigan creciendo, gracias a su política fiscal, dirigida a favorecer la implantación de compañías foráneas y a la captación de capitales. Así, en 2009, el Fondo Monetario Internacional y el Banco Mundial acordaron la concesión de préstamos de 402,5 y 34,9 millones de euros, respectivamente, para reactivar su economía. La inversión extranjera en Serbia fue de 1.596 millones de euros en 2008, de los que se vieron muy beneficiados el sector financiero (47%); inmobiliario (22,4%); industria de transformación (21,4%) y comercio (15,5%). Los países que realizaron mayor inversión fueron Países Bajos, Italia, Austria, Croacia, Suiza, Eslovenia, Alemania y Francia. La tasa de desempleo de 2007 fue del 18,8%.

## Industria

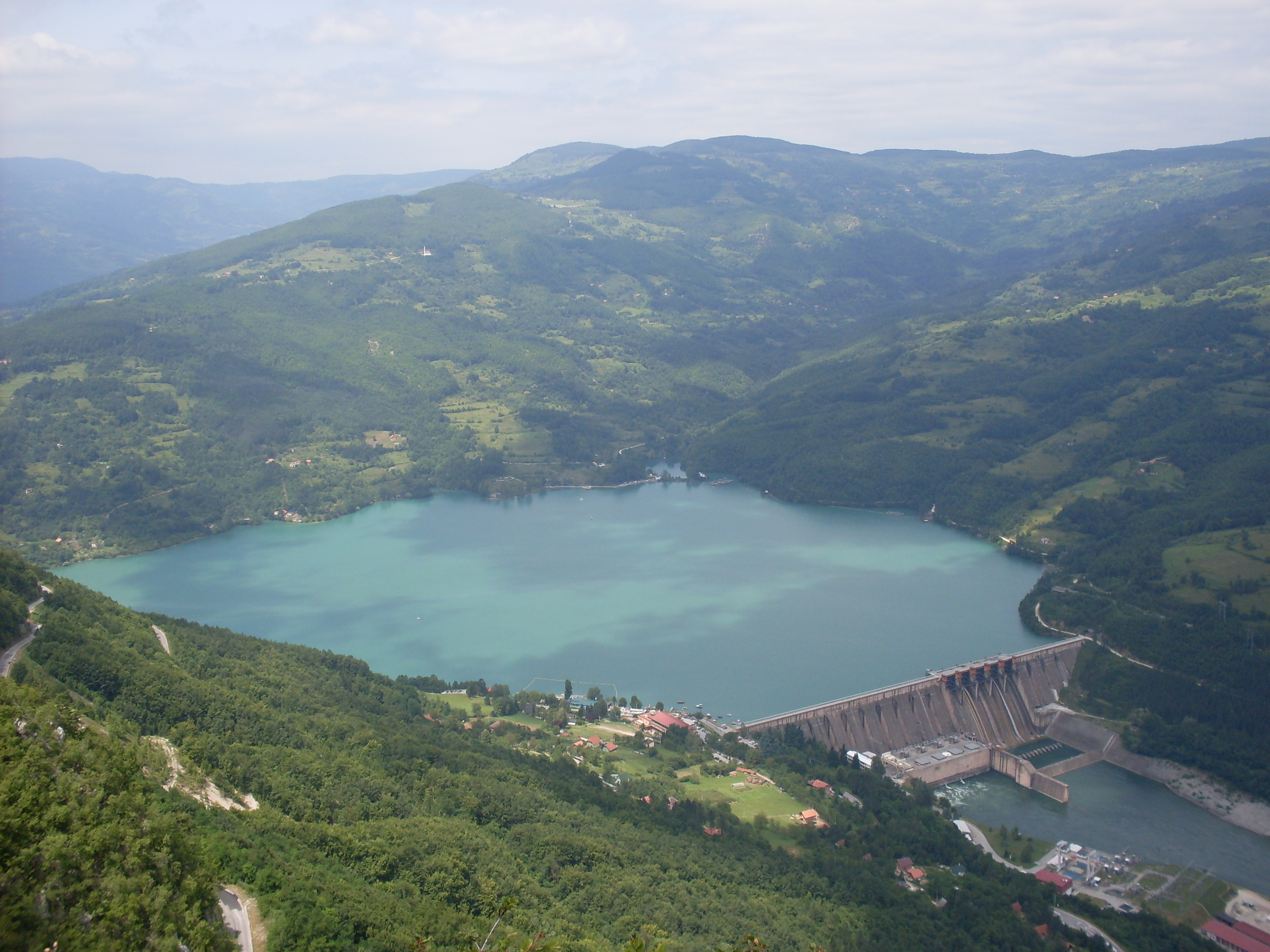
Embalse de Perućac, destinado a la producción de energía hidroeléctrica.

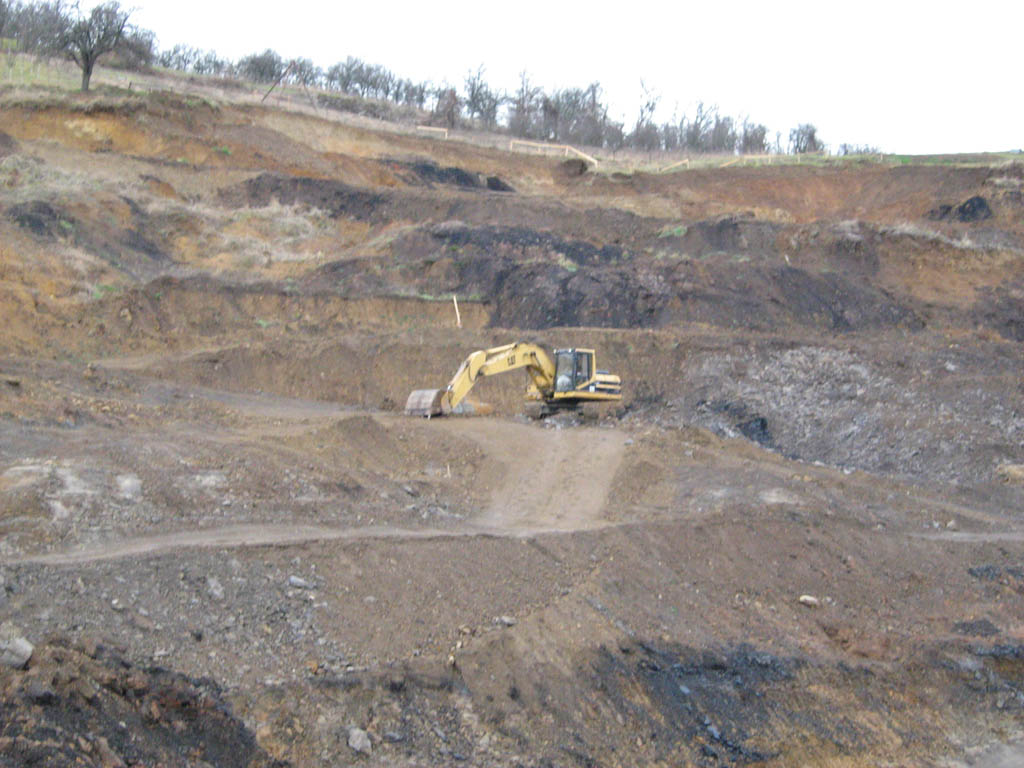
Mina de carbón a cielo abierto en Ušće.

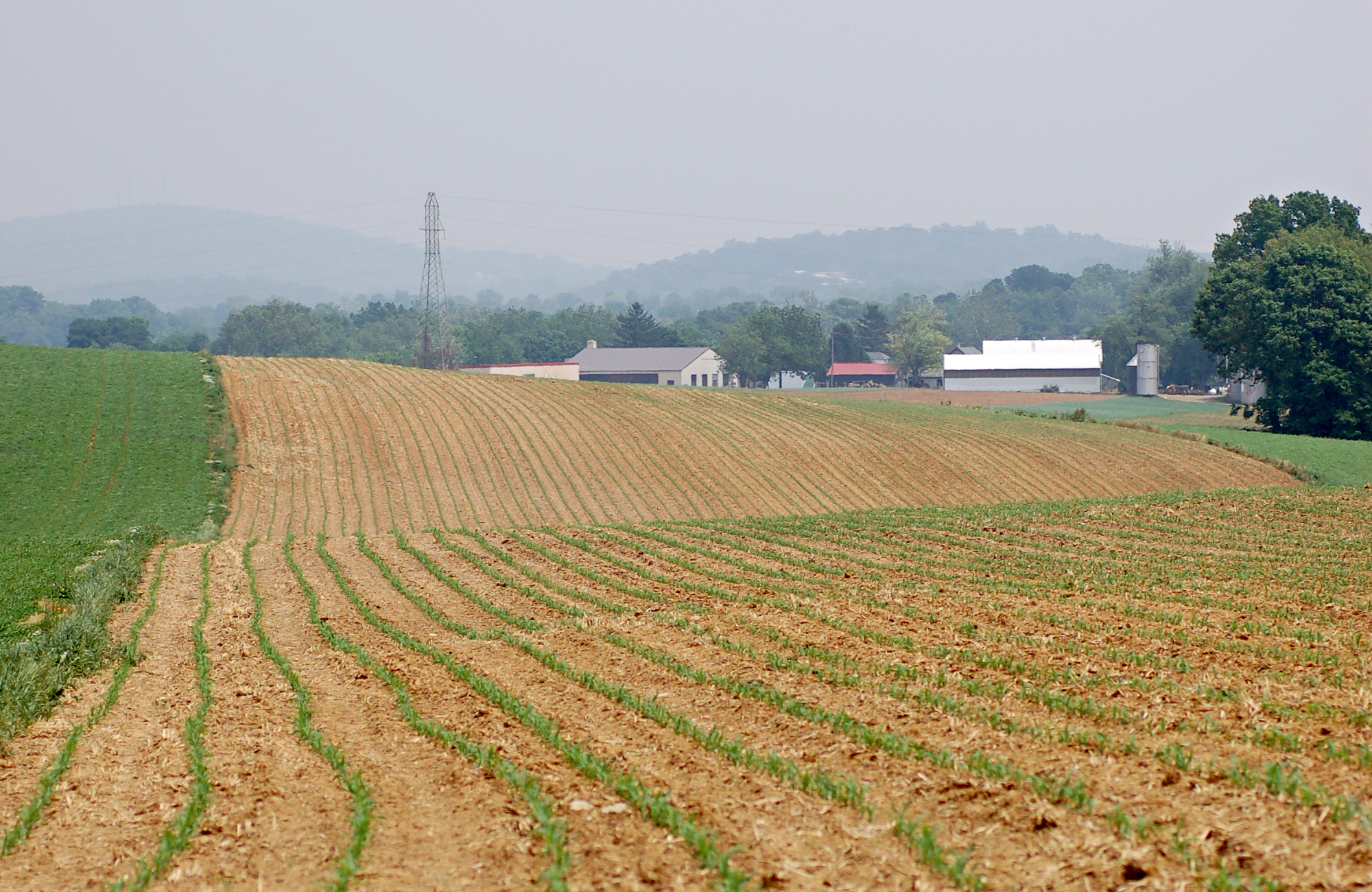
Plantación de maíz, el principal cultivo agrícola de Serbia. En 2008, este producto ocupó 1.274.000 hectáreas de superficie de cultivo en el país.

Dos actividades industriales importantes del país son las relacionadas con la minería y la generación de energía eléctrica. Serbia tiene abundantes recursos minerales, que incluyen minas de carbón, plomo, cobre, zinc, plata y oro. La producción eléctrica se basa en las numerosas centrales hidroeléctricas en el curso de los ríos Danubio, Drina, Vlasina y Lim, así como en las centrales térmicas, situándose las principales en Obrenovac, Kostolac y Obilic. En 2004, la producción de energía eléctrica fue de 33,87 billones de kWh. A pesar de ello, el país sigue teniendo un importante déficit eléctrico, y se ve obligado a importar gran parte de la electricidad que consume. Por ello, el gobierno ha expresado la necesidad de construir nuevas centrales eléctricas.
También tienen importancia la industria alimentaria y la textil, además de las dedicadas al procesamiento de metales y la fabricación de automóviles. Existen también factorías de fabricación de maquinaria agrícola, electrodomésticos, productos petroquímicos y productos farmacéuticos.  La industria agrícola ha recibido un impulso importante con el establecimiento de factorías de producción de fertilizantes minerales. 
Las principales empresas nacionales son Naftna Industrija Srbije, líder de la industria petrolífera, y Elektroprivreda Srbije, dedicada a la producción de electricidad y a la minería.

## Agricultura y ganadería
La superficie cultivable de Serbia es de 4.867.000 ha, muy favorables para la agricultura debido al tipo de suelo y las condiciones climáticas. Las llanuras de Vojvodina, Kosovo, Posavina, Tamnava, Krusevac y Leskovac son las que ofrecen unas condiciones más favorables para los cultivos mecanizados y la producción de hortalizas.
Según datos del gobierno serbio, 1.305.426 personas (el 17,3% de la población total) se dedican a labores agrícolas o ganaderas, un sector de población que está envejeciendo rápidamente. Por actividad, un 43% de éstos se dedica a la cría de ganado, el 42% a cultivos extensivos, el 12% a la producción de frutas y vino, y el 3% a otros cultivos.
La producción agrícola está dominada por el maíz (6.158.000 t/año), remolacha azucarera (2.300.000 t/a), alfalfa (1.070.000 t/a), patatas (844.000 t/a) y girasoles (454.000 t/a). Además, Serbia produce cerca de un tercio de las frambuesas del mercado mundial y es el principal exportador de fruta congelada.
La cabaña ganadera estaba compuesta, en 2008, por 3.594.000 cabezas de ganado porcino, 1.605.000 de ganado ovino, 1.057.000 de ganado vacuno y 154.000 de ganado caprino.

## Comunicaciones
El 89% de los hogares en Serbia dispone de telefonía fija, y el número de usuarios de teléfonos móviles supera al número de la población del propio país en un 30%, ya que existen 9,61 millones de usuarios. Por empresas, Telekom Srbija tiene 5,65 millones de usuarios, Telenor posee 3,1 millones y Vip mobile el resto. El 46,8% de los hogares disponen de ordenador, el 27% utiliza Internet (2,93 millones de usuarios), y el 42% tienen televisión por cable, lo que sitúa al país por delante de algunos Estados miembros de la UE.
Los periódicos de mayor tirada en Serbia son Blic, Politika y Danas. En cuanto a los canales de televisión, las de mayor audiencia durante 2008 fueron: RTS1 (26,2% de cuota de pantalla), RTV Pink (21,7%), B92 (8,7%), RTS2 (7,6%) y FOX con un 3,7%.

## Comercio exterior
| Comercio externo | Comercio externo | Comercio externo | Comercio externo | Comercio externo | Comercio externo | Comercio externo | Comercio externo | Comercio externo | Comercio externo | Comercio externo |
| --- | ---------------- | ---------------- | ---------------- | ---------------- | ---------------- | ---------------- | ---------------- | ---------------- | ---------------- | ---------------- |
| | 2000             | 2001             | 2002             | 2003             | 2004             | 2005             | 2006             | 2007             | 2008             |                  |
| Exportaciones (mill. USD): | 1 558            | 1 721            | 2 075            | 2 477            | 3 523            | 4 553            | 6 428            | 8 825            | 10 973           |                  |
| Importaciones (mill. USD): | 3 330            | 4 261            | 5 614            | 7 333            | 10 753           | 10 575           | 13 172           | 18 554           | 22 999           |                  |
| Balanza comercial (mill. USD):                                                                                                | -1 772           | -2 540           | -3 539           | -4 856           | -7 230           | -6 022           | -6 744           | -9 729           | -12 026          |                  |
| Exportaciones/Importaciones (%):                                                                                              | 46,8             | 40,4             | 37,0             | 33,8             | 32,8             | 41,1             | 48,8             | 47,6             | 47,7             |                  |
| Fuente: Oficina de Estadísticas de la República de Serbia datos 2008,Archivado el 13 de noviembre de 2010 en Wayback Machine. |                  |                  |                  |                  |                  |                  |                  |                  |                  |                  |